# Who Do You Think You Are?
«Who Do You Think You Are» es una canción de las Spice Girls, publicado como el cuarto y último sencillo de su álbum debut, Spice, el 4 de marzo de 1997 en el Reino Unido. A diferencia de los últimos tres sencillos, este no se publicó en los EE. UU. 
Who Do You Think You Are se convirtió en la canción oficial del Comic Relief de 1997. Debido a la popularidad de las Spice Girls en el momento, con las buenas ventas de su álbum debut, estaba previsto que iba a ser un gran éxito. Se vendieron alrededor de 2.200.000 copias vendidas en todo el mundo.

## Vídeo Musical
Fue dirigido por Gregg Masuak y rodado en un teatro en el Norte de Londres.
Existen dos versiones diferentes del vídeo musical. Ambas cuentan con las Spice Girls cantando y bailando delante de diversos fondos coloridos, mientras que otras escenas las muestran en un escenario delante de una multitud. Además, aparecen muchos artistas haciendo trucos inusuales. 
La segunda versión (conocida como la versión de Sugar Lumps), añade a "Sugar Lumps" (una versión satírica de las Spice Girls representada por Kathy Burke, Lulu, Dawn French, Jennifer Saunders y Llewella Gideon) y fue rodado para el "Red Nose Day" del Comic Relief de 1997, una maratón benéfica de televisión del Reino Unido. El vídeo termina con ellas bailando y simulando cantar al lado de las Spice Girls. 
Una parte de la segunda versión se ha utilizado en el VHS "Girl Power".

## Presentación en listas
En el momento de su publicación, "Spice" ya era ocho veces platino en el Reino Unido con poco más de dos millones de copias vendidas. Publicado el 3 de marzo de 1997, el sencillo coincidió con el Día de la Madre y el Comic Relief -evidentemente un muy buen momento de ventas-. El sencillo vendió 672 600 copias en el Reino Unido. Consiguió el 15.º puesto de sencillos más vendidos en 1997 y se convirtió en el 75.º más vendido en la década de 1990. 
La canción encabezó las listas del Reino Unido durante tres semanas, con lo que las Spice Girls consiguieron el récord de tener sus primeros cuatro primeros sencillos en el número uno, rompiendo el récord establecido por Gerry y los Marcapasos tres décadas antes. 
La canción fue un éxito en toda Europa. En Irlanda es su tercer sencillo más exitoso, consiguiendo el número uno durante cuatro semanas consecutivas. También este sencillo consiguió el número dos en los Países Bajos, cinco en Suecia, seis en Suiza y diez en Bélgica. 
En Australia no consiguió gran éxito, debutando el 27 de julio de 1997 en el número trece, pero sin llegar a una posición más alta y abandonando la lista después de catorce semanas. En Nueva Zelanda, la canción debutó el 23 de marzo de 1997 en el número diez, cuando los otros tres sencillos estaban descendiendo de la lista. "Who do you think you are?" llegó al número seis y luego abandonó las listas. 
La canción nunca fue publicada oficialmente en América del Norte debido a que las Spice Girls debutaron más tarde allí, y "2 Become 1" fue el último sencillo de "Spice" en el mercado de los EE. UU.. En lugar de publicar más canciones de Spice, "Spice Up Your Life" se convirtió en el siguiente sencillo.

## Icono
La canción es conocida como la más emblemática de Spice Girls en el Reino Unido por su presentación en los Brit Awards de 1997. Fue durante esta actuación que las chicas por primera vez presentaron sus' alias' y Geri Halliwell lució su icónico vestido de la "Union Jack". Cuando las Spice Girls realizaron su gira de reunión, "The Return of the Spice Girls Tour", Geri vestía una nueva versión actualizada de su vestido de la "Union Jack".

## Presentaciones en vivo
Como una de sus canciones más populares, la canción fue presentada en todos sus conciertos. Después de la salida de Geri, sus líneas fueron adquiridas por Melanie Chisholm en el Spiceworld Tour, y por Melanie Brown en la Christmas in Spiceworld Tour. 
Para la gira "The Return of the Spice Girls Tour", las chicas se presentaron con sus trajes originales. Cada Spice apareció en el escenario cantando sus líneas en solitario con sus apodos apareciendo en las pantallas del escenario. Geri apareció primero en el centro del escenario con una nueva versión del vestido de la Union Jack, mientras sus bailarines agitaban banderas británicas. Emma apareció a la izquierda del escenario(primero en la parte superior, a mitad de la canción en la parte inferior) llevando una chaqueta de color rosa. Mel C apareció en la parte inferior derecha luciendo un chándal morado. Victoria apareció en la parte superior derecha llevando un vestido negro largo. Mel B, apareció en la parte delantera del escenario sentada sobre un sofá, con traje de leopardo estampado.
En la Gira Spice World Tour 2019, Geri Halliwell cubrió las partes en solitario de Victoria Beckham.

## Formatos y lista de canciones
- UK CD2/CD Australiano/CD Brasileño/CD Europeo/CD Sudafricano

1. «Who Do You Think You Are» [Radio Versión] – 3:44
2. «Mama» – 3:40
3. «Who Do You Think You Are» [Morales Club Mix] – 9:30
4. «Who Do You Think You Are» [Morales Club Dub] – 7:00

- CD Francés

1. «Who Do You Think You Are» [Radio Versión] – 3:44
2. «Who Do You Think You Are» [Instrumental] – 3:44

- UK 12" Promo Vinyl single

1. A1: «Who Do You Think You Are» [Morales Club Mix] – 9:30
2. B1: «Who Do You Think You Are» [Morales Club Dub] – 7:00
3. B2: «Who Do You Think You Are» [Morales Bonus Mix] – 4:40

- Italian 12" Vinyl single

1. A1: «Who Do You Think You Are» [Morales Club Mix] – 9:30
2. A2: «Who Do You Think You Are» [Morales Bonus Mix] – 4:40
3. B1: «Mama» [Álbum Versión] – 5:03
4. B2: «Who Do You Think You Are» [Morales Club Dub] – 7:00

## Listas y certificaciones

### Posiciones en las listas
| Lista de sencillos (1997)     | Posición |
| ----------------------------- | -------- |
| Australia, ARIA               | 13       |
| Bélgica                       | 10       |
| Dinamarca                     | 10       |
| Chile Top 100                 | 1        |
| P.Bajos, Mega Singles Top 100 | 3        |
| P.Bajos, Top 40               | 2        |
| Euro Hot 100                  | 3        |
| Francia                       | 16       |
| Alemania                      | 22       |
| Irlanda                       | 1        |
| Italia                        | 26       |
| Nueva Zelanda, RIANZ          | 6        |
| Noruega                       | 12       |
| Suecia                        | 5        |
| Suiza                         | 6        |
| R.Unido                       | 1        |

| País         | Certificador  | Certificación | Ventas     |
| ------------ | ------------- | ------------- | ---------- |
| Francia      | SNEP          | Silver        | 100 000+   |
| Alemania     | Media Control | Oro           | 150 000+   |
| Países Bajos | NVPI          | Oro           | 40 000+    |
| Chile        | IFPPi         | Oro           | 20 000+    |
| Reino Unido  | BPI           | Platino       | 672 000+   |
| Mundialmente |               |               | 2 220 000+ |

- Datos: Q2471038